# Crocidura vorax
Crocidura vorax är en däggdjursart som beskrevs av G. Allen 1923. Crocidura vorax ingår i släktet Crocidura och familjen näbbmöss. IUCN kategoriserar arten globalt som livskraftig. Inga underarter finns listade i Catalogue of Life.
Denna näbbmus förekommer i Sydostasien från sydöstra Kina till Indien, Laos, Vietnam och Thailand. Arten hittades bland annat i delvis städsegröna skogar samt i områden med karst och en växtlighet som dominerades av gräs. Troligen kan Crocidura vorax anpassa sig till andra habitat som förekommer i regionen.
Arten blir 5,4 till 9,0 cm lång (huvud och bål) och har en 4,1 till 5,1 cm lång svans. Bakfötterna är 1,1 till 1,4 cm långa. Pälsen på ovansidan har en ljus gråbrun färg och undersidan är täckt av mer gråaktig och lite ljusare päls. Ovansidans hår har ett ljust avsnitt nära spetsen. Svansen är uppdelad i en mörk ovansida och en ljus undersida.